# ÖBB 2085 sorozat

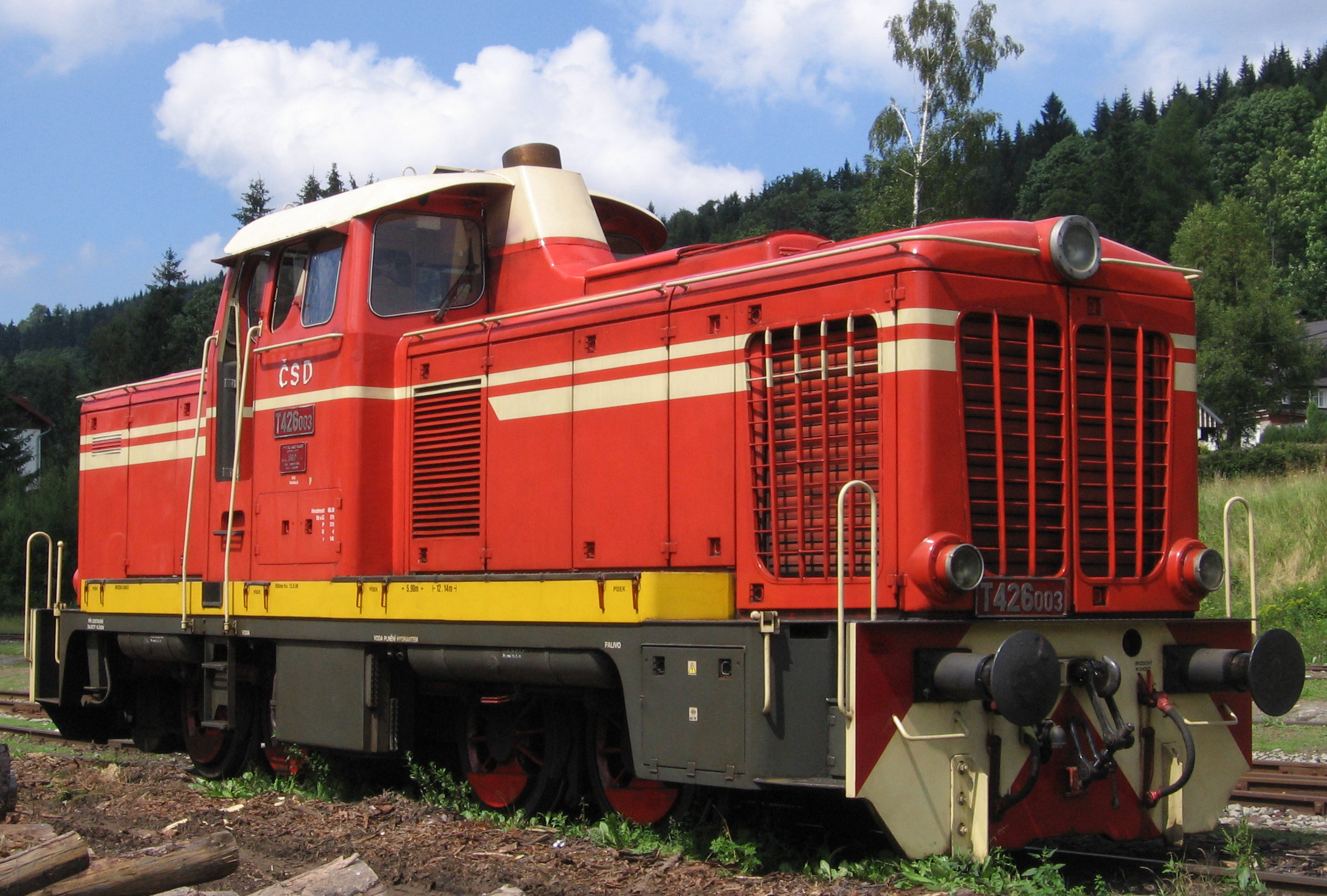
Egy külsőleg azonos mozdony, a ČSD T 426.0 sorozat

Az ÖBB 2085 sorozat egy osztrák D tengelyelrendezésű dízelmozdony-sorozat volt. Az ÖBB az egyetlen példányt 1980-ban selejtezte.